# Edmundo Tudor, Duque de Somerset
Edmundo Tudor, Duque de Somerset (em inglês: Edmund Tudor, Duke of Somerset; Palácio de Greenwich, 21 de fevereiro de 1499 — Palácio de Hatfield, 19 de junho de 1500) era um príncipe inglês e o sexto filho do rei Henrique VII de Inglaterra e sua esposa Isabel de Iorque.
Ele foi nomeado desde o nascimento do duque de Somerset, mas nunca foi criado formalmente.

## Início da vida
Edmundo Tudor nasceu em 21 de fevereiro de 1499, no Palácio de Greenwich, Kent. Ele foi batizado na Igreja dos Franciscanos em 24 de fevereiro de 1499. As festividades do batismo foram consideradas muito esplêndidas. A criança recebeu o nome de Edmundo em homenagem a seu avô paterno, Edmundo Tudor, 1º Conde de Richmond, pai do rei Henrique VII.
Seus padrinhos foram sua avó paterna, Lady Margarida Beaufort, Eduardo Stafford, 3.º Duque de Buckingham e Ricardo Foxe. Lady Margarida Beaufort deu à criança um presente de £ 100 e recompensado a parteira e enfermeiros. 
Edmundo passou algum tempo no berçário real do Palácio de Eltham com suas irmãs mais velhas Margarida Tudor e Maria Tudor e seu irmão Henrique, Duque de Iorque (depois o rei Henrique VIII). O filho mais velho do rei Henrique VII, Artur, não residia no berçário com seus irmãos, pois tinha sua própria casa.
Edmundo estava presente com seus irmãos mais velhos Margarida, Maria e Henrique quando Erasmus e Tomás More visitaram o berçário real no Palácio de Eltham em setembro de 1499. O príncipe Edmundo, de sete meses de idade, foi mantido nos braços de sua enfermeira durante a visita.

## Duque de Somerset
Dizem que Edmundo foi criado 1º Duque de Somerset, mas não há registro de uma patente dessa criação. Parece provável que, embora ele possa ter sido nomeado duque de Somerset, ele morreu antes de ser criado. Seu irmão mais velho, Henrique, depois o rei Henrique VIII de Inglaterra, não foi criado 1º duque de Iorque até que ele estivesse acima dos 3 anos de idade.

## Morte
Edmundo morreu em 19 de junho de 1500, no Palácio de Hatfield, aos 15 meses. A causa da morte de Edmundo é desconhecida, e ele poderia ter morrido de várias doenças da infância, no entanto, sabe-se que no momento de sua morte a praga era desenfreada.
O rei Henrique e a rainha Isabel haviam viajado para a cidade francesa de Calais e permaneceram por 40 dias. As crianças reais foram removidas do  Palácio de Eltham para o mais remoto Palácio de Hatfield, em Hertfordshire, para isolamento. Em 16 de junho, quando a praga diminuiu, o rei Henrique e a rainha Isabel partiram de Calais para Dover. Foi durante o retorno deles ou na chegada a Dover que eles receberam a notícia da morte de Edmundo em Hatfield. É possível que ele tenha morrido de peste, mas não há como saber exatamente o que aconteceu. Ele pode ter sucumbido a qualquer número de doenças da infância.

## Funeral
Foi dado um funeral de estado a Edmundo e os registros indicam que o rei pagou mais de £ 242 pelo enterro de Edmundo. Ele foi enterrado na Abadia de Westminster em 22 de junho de 1500. Ele foi enterrado perto de suas irmãs, Isabel e Catarina Tudor (que também morreram jovens).